# 光蜥属
光蜥属（学名：Ateuchosaurus）是爬行纲有鳞目蜥蜴亚目石龙子科的一属。

## 特征
光蜥属蜥蜴腭骨在中线相遇；次生腭凹缺前端没有达到两眼中心的水平；翼骨前端相遇，无翼骨齿。上颌齿圆锥形。眼睑发达，下眼睑被鳞，额鳞很长。无上鼻鳞；前额鳞、额顶鳞和间顶鳞显著；顶鳞形状不规则；耳孔显著；四肢短小，前后肢贴体相向时，指趾相距甚远。

## 种类
本属目前已知2种：
- 光蜥 Ateuchosaurus chinensis Gray, 1845
- 冲绳光蜥 Ateuchosaurus okinavensis (Thompson, 1912)[3]
- 琉球光蜥 Ateuchosaurus pellopleurus (Hallowell, 1861)